# Glommersträsket
Glommersträsket är en sjö i Arvidsjaurs kommun i Lappland och ingår i Skellefteälvens huvudavrinningsområde. Sjön har en area på 0,271 kvadratkilometer och ligger 347 meter över havet.

## Delavrinningsområde
Glommersträsket ingår i det delavrinningsområde (724512-167729) som SMHI kallar för Mynnar i Petikån. Medelhöjden är 364 meter över havet och ytan är 22,99 kvadratkilometer. Det finns inga avrinningsområden uppströms utan avrinningsområdet är högsta punkten. Storbäcken som avvattnar avrinningsområdet har biflödesordning 3, vilket innebär att vattnet flödar genom totalt 3 vattendrag innan det når havet efter 123 kilometer. Avrinningsområdet består mestadels av skog (61 procent) och sankmarker (17 procent). Avrinningsområdet har 0,27 kvadratkilometer vattenytor vilket ger det en sjöprocent på 1,2 procent. Bebyggelsen i området täcker en yta av 1,51 kvadratkilometer eller 7 procent av avrinningsområdet.